# Contea di Wright (Iowa)
La contea di Wright ( in inglese Wright County ) è una contea dello Stato dell'Iowa, negli Stati Uniti. La popolazione al censimento del 2000 era di 14 334 abitanti. Il capoluogo di contea è Clarion.